# 西里西亚纺织工人起义
西里西亚纺织工人起义（德語：Weberaufstand）是1844年6月普魯士王國西里西亞紡織工人發動的起義。 
西里西亞是19世紀初德意志的麻紡織工業中心，但當地工人卻長期過著低薪生活，一首揭露工人悲慘生活的歌曲《血腥的屠殺》廣為傳唱。1844年6月4日，一名工人唱著《血腥的屠殺》路過資本家茨文茲爾的家門口時卻遭到毒打，激怒工人，於是工人們衝入茨文茲爾住宅，撕毀賬簿，破壞財產。茨文茲爾不得不報警。隨後起義工人壯大至3000人，起義者破壞廠房和機器，燒毀倉庫以及票據和賬簿。6月6日，工人起義遭到鎮壓。
这场起义引起了当时的德国思想家和作家，例如海因里希·海涅和卡尔·马克思的关注。